# Конон (Аремеску-Донич)
Конон Аремеску-Донич (2 лютого 1837, Узич-Аремешть, жудець Нямц — 7 серпня 1922, Бухарест) — митрополит-примас (предстоятель) Румунської Православної Церкви від 1912 до 1918 року. Був змушений піти у відставку через звинувачення у співпраці з німецькими окупаційними військами.

## Біографія
Народився в селі Узич-Аремешть (зараз жудець Нямц в Румунії) в родині священнослужителя. У 1857 році закінчив семінарію в Нямецькій лаврі, був пострижений у чернецтво і пізніше висвячений у сан ієродиякона в монастирі Сокола. Викладав в школах і семінаріях в Яссах. У 1880-1885 роках навчався в Чернівецькому університеті, де отримав ступінь доктора богослів'я.
7 липня 1895 був хіротонізований на єпископа Бекеуського вікарія Молдавської митрополії. 8 лютого 1902 року призначений єпископом Калуським (інтронізований 3 березня 1902). 14 лютого 1912 року обраний митрополитом-примасом Румунської православної церкви. Інтронізація відбулася 19 лютого того ж року.
У 1916 році Румунія вступила в Першу світову війну на боці Антанти, але незабаром програла битву при Бухаресті, втративши контроль над своєю столицею. Румунський уряд втік у Ясси, але митрополит залишився в окупованому місті. Німецька влада переконала його підписати лист до православних віруючих в Молдові, який було написано лівим румунським священиком Галактіоном Галою і пізніше змінено німцями, із закликом не чинити опір німецьким військам. Лист поширювався в агітаційних боєприпасах, що скидалися в румунські окопи.
Після закінчення Першої світової війни Конон був звинувачений у співпраці з окупантами і змушений піти у відставку 1 січня 1919 року. Помер 7 серпня 1922 року в Бухаресті. Похований у монастирі Чорниця.